# 特定不能の摂食障害
特定不能の摂食障害（とくていふのうのせっしょくしょうがい、英: Eating disorder not otherwise specified ; EDNOS）とは、どの特定の摂食障害の基準も満たさない摂食の障害のための診断カテゴリである。治療法については、「特定不能の摂食障害#治療」を参照。

## 定義
特定不能の摂食障害は、他の特定の摂食障害の診断基準を満たさない時に用いられる。以下のその一例である。
- 体重が著しく減少したが未だ正常範囲内の体重を保っており、それ以外は神経性無食欲症の診断基準をすべて満たしている
- 女性の場合、月経があるが、他の神経性無食欲症の診断基準をすべて満たしている
- 浄化行動（代償行為）が週に2回未満である。また持続期間も3カ月に満たないが、神経性大食症の他の診断基準をすべて満たしている

## 治療
特定不能の摂食障害では、摂食行動の治療・ケア（「摂食障害#治療」を参照）に加えて、症状の背景にある様々な原因にアプローチし治療することが重要である。たとえば、症状の背景に強迫性障害があり、認知行動療法（主に曝露反応妨害法を活用）と薬物療法による治療（「強迫性障害#治療」を参照）が効果的であったとする事例研究や、症状の背景に嘔吐恐怖症があり、その治療（「嘔吐恐怖症#治療法」を参照）を通して症状が改善されたとする事例研究がある。